# Josefina Güell i Saumell
Josefina Güell i Saumell (Barcelona, 9 d'abril de 1925 - Barcelona, 17 de gener de 2024) fou una actriu catalana de teatre i cinema, amb incursions en el cinema negre i el vodevil, i sempre respectada per la professió.
A la dècada dels anys 60 del segle xx va tenir companyia pròpia, amb la qual va fer teatre a Madrid —Las tres perfectas casadas, La casa de los líos, El diluvio que viene o Sin chapa y sin collar— i presentà versions catalanes de vodevil, com ara Nannete m’ha dit que sí o Clementina no rellisquis (1965). Actuà al costat de Joan Capri en dues obres que van ser molt popularsː Romeo de cinc a set (1955) i El senyor Perramon (1960). I també al costat de Paco Morán o Màrius Cabré.
Dirigida per Juli Coll va fer la seva interpretació cinematogràfica més reeixidaː La cárcel de cristal (1956), al costat d'Adolf Marsillach, i també Distrito quinto (1958). Amb el director Josep Maria Argemí, actuà en la pel·lícula Cristina (1959), una adaptació moderna del mite de Pigmalió, al costat d'Enric Guitart, i a Gaudí (1960), una recerca psicològica i històrica entorn de l'arquitecte Antoni Gaudí.

## Teatre
- 1951. Manolo ante el peligro. Estrenada al teatre Talia de Barcelona. Amb Josep Sazatornil.
- 1955. Romeo de cinc a set. Amb Joan Capri.
- 1958. Pobre Gabriel de Xavier Regàs. Teatre Guimerà de Barcelona.
- 1958. L'avió de les 10.30 de Josep Castillo i Escalona. Teatre Romea. Direcció: Esteve Polls.
- 1959. La cançó de la florista de Cecília A. Màntua. Teatre Talia. Director: Joan Cumellas.[1]
- 1960. El senyor Perramon, original de Josep Maria de Sagarra. Amb Joan Capri.
- 1960, 15 juliol. Nannette m'ha dit que sí. Estrenada al teatre Romea de Barcelona.
- 1963. Champagne complex. Teatre Candilejas.
- 1964. El caso de la mujer asesinadita de Miguel Mihura i Álvaro de Laiglesia. Teatre Poliorama.
- 1964. L'home que no arriba a temps. Companyia de Mario Cabré i Joan Cumellas. Teatre Romea.
- 1965. Clementina, no rellisquis! de Joan Cumellas. Teatre Candilejas.
- 1965. Sólo para hombres de Sacha Guitry. Companyia d'Enric Guitart. Teatre Romea.
- 1966. Las tres perfectas casadas d'Alejandro Casona. Teatre Barcelona.
- 1967. Aixequem a les caigudes d'Hennequin i Véber. Teatre Barcelona.
- 1967. El meu sogre és un barrut. Teatre Barcelona.
- 1967. Una amigueta a mitges de Louis Verneuil. Teatre Barcelona.
- 1970. El meu nano de Margaret Mayo. Teatre Barcelona.
- 1972. Una casa d'embolics d'Alvaro Portes. Teatre Barcelona.
- 1972. Una casa de...líos d'Álvaro Portes. Teatre Barcelona.
- 1973. Sorpresa en noche de bodas d'Armand Matias i Guiu. Teatre Romea.
- 1974, febrer. La rival de Guillermo Sautier Casaseca. Teatre Victòria de Barcelona.
- 1975. La ratonera d'Agatha Christie. Teatre Romea.
- 1985. Los tres inocentes de Pedro Mario Herrero. Teatre Martínez Soria de Barcelona. Companyia de Paco Morán.
- 1986. Sin chapa y sin collar de Carles Valls. Teatre Martínez Soria de Barcelona. Companyia de Paco Morán.[5]

## Filmografia
- 1956. El frente infinito. Director: Pedro Lazaga.
- 1957. La Cárcel de cristal. Director: Julio Coll.
- 1958. Cita imposible. Director: Antonio Santillán.
- 1959. Cristina. Director: Josep Maria Argemí.
- 1960. Gaudí. Director: Josep Maria Argemí.
- 1963. Brillante porvenir. Directors: Vicente Aranda i Romà Gubern.
- 1969. De Picos Pardos a la ciudad. Director: Ignacio F. Iquino
- 1973. Aborto criminal. Director: Ignacio F. Iquino.
- 1989. El teatre-museu Dalí es tanca a les set. Director: Josep Montalat
- 1989. La teranyina. Director: Antoni Verdaguer.
- 1996. El crimen del cine Oriente. Director: Pere Costa.
- 2000. El paraíso ya no es lo que era. Director Francesc Betriu